# Palaua guentheri
Palaua guentheri är en malvaväxtart som beskrevs av Bruns. Palaua guentheri ingår i släktet Palaua och familjen malvaväxter. Inga underarter finns listade i Catalogue of Life.